# Peñarandilla
Peñarandilla ist ein kleiner Ort und eine westspanische Gemeinde (municipio) mit 181 Einwohnern (Stand: 2024) in der Provinz Salamanca in der Autonomen Gemeinschaft Kastilien-León. 

## Lage
Peñarandilla liegt etwa 24 Kilometer ostsüdöstlich von Salamanca am Río Marganán in einer Höhe von ca. 825 m. 

## Bevölkerungsentwicklung
| Jahr      | 1900 | 1950 | 1960 | 1970 | 1981 | 1991 | 2001 | 2011 | 2021 |
| Einwohner | 408  | 545  | 483  | 431  | 360  | 313  | 276  | 229  | 175  |

## Sehenswürdigkeiten
- Kirche Mariä Himmelfahrt (Iglesia de Nuestra Señora de la Asunción)

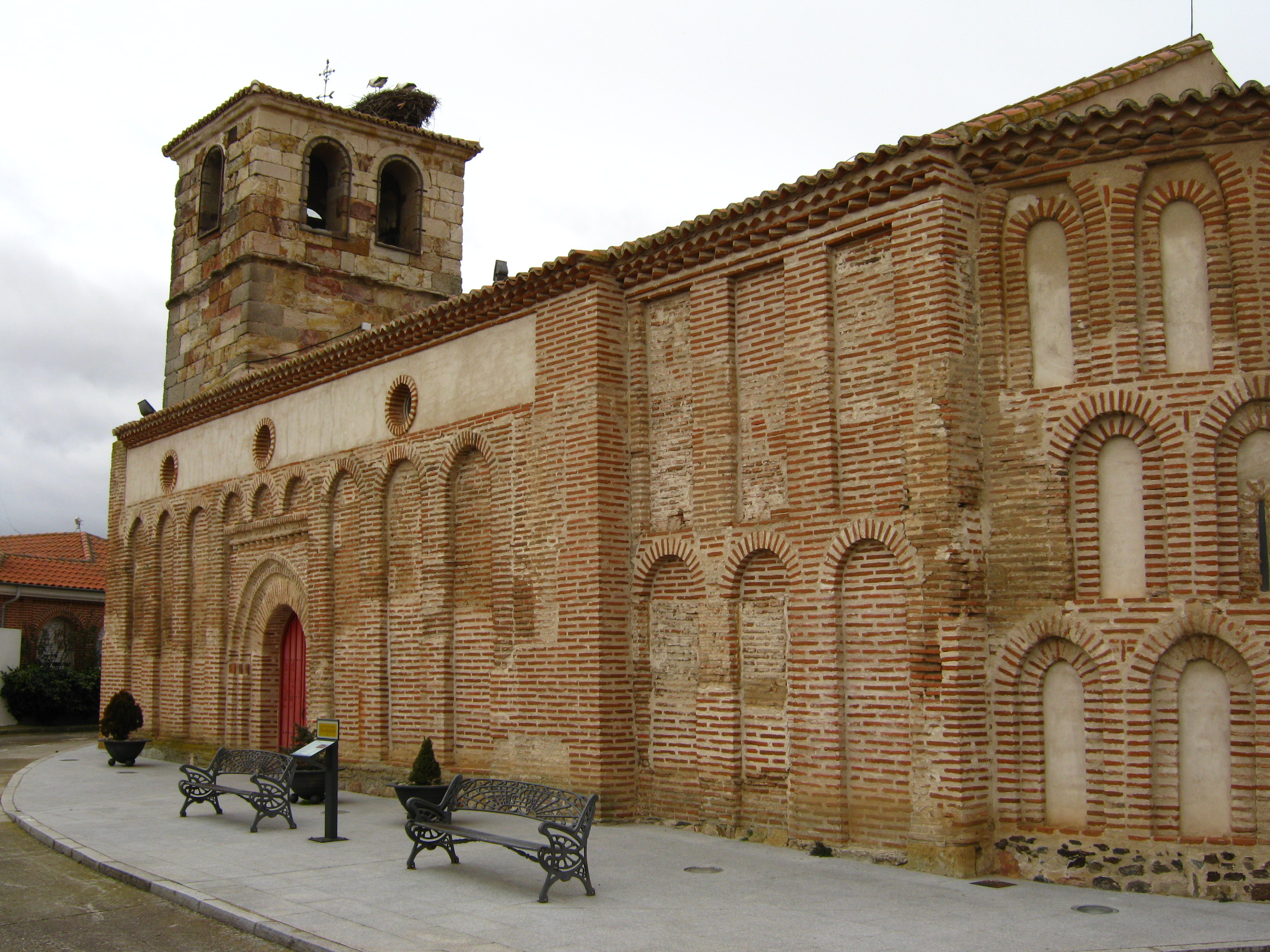
Kirche Mariä Himmelfahrt
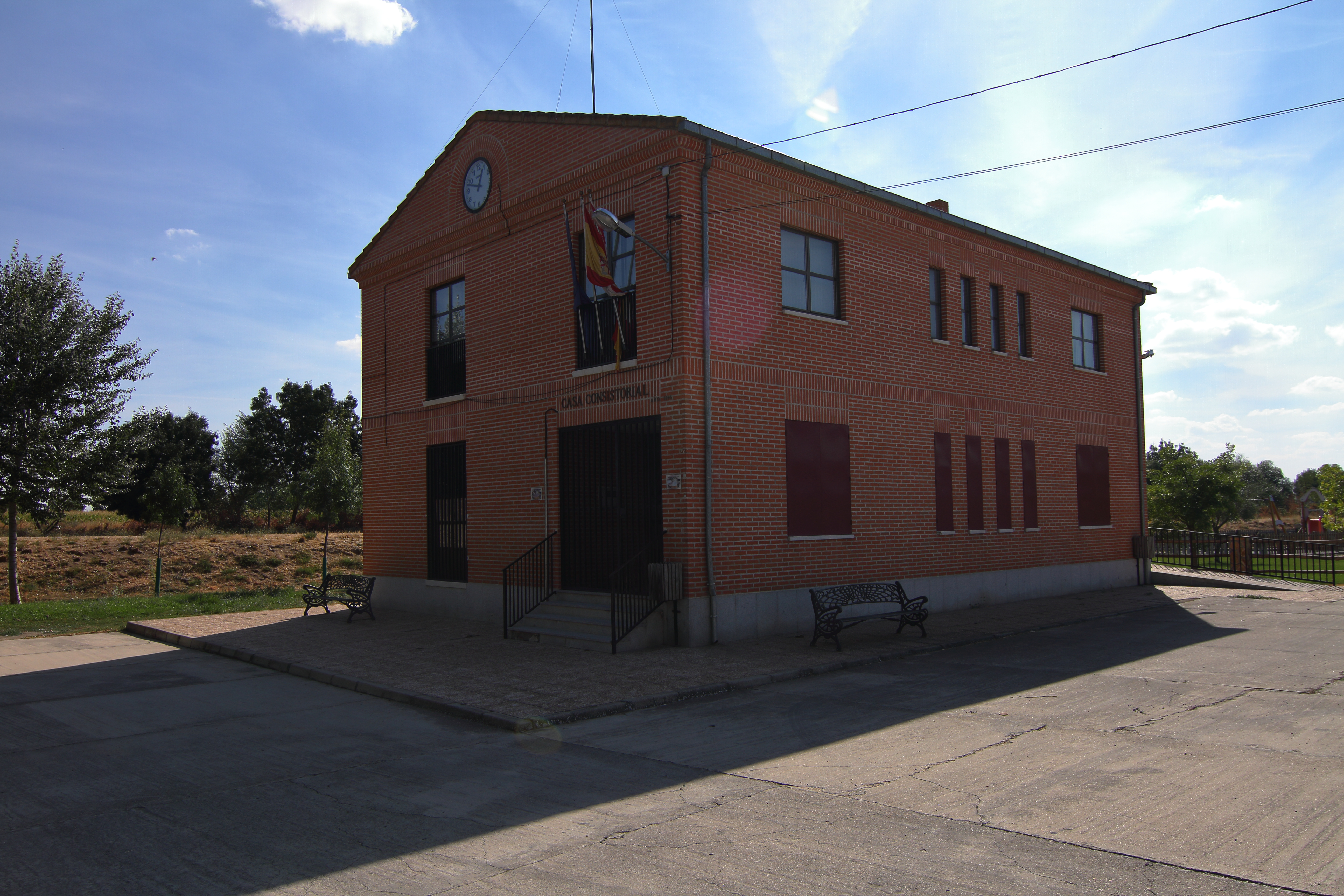
Rathaus